# Adfinitas in coniuge superstite non deletur
Adfinitas in coniuge superstite non deletur è un brocardo latino che significa che il rapporto di affinità (cioè il rapporto che lega un coniuge ai parenti dell'altro coniuge, ad esempio i cognati), non cessa per la morte del coniuge da cui deriva.
La regola vale ancora oggi (v. art. 78, terzo comma del codice civile italiano).